# Centroctenus ocelliventer
Centroctenus ocelliventer är en spindelart som först beskrevs av Embrik Strand 1909.  
Centroctenus ocelliventer ingår i släktet Centroctenus och familjen Ctenidae. Inga underarter finns listade i Catalogue of Life.